# Kasachischer Eishockeypokal 2007
Der Kasachische Eishockeypokal 2007 war die sechste Austragung des kasachischen Eishockeypokalwettbewerbs. Die sieben gemeldeten Mannschaften spielten zwischen dem 22. und 27. August 2007 in einem Turnier den Sieger aus. Den Titel des Kasachischen Pokalsiegers sicherte sich zum insgesamt vierten Mal Kaszink-Torpedo Ust-Kamenogorsk.

## Modus
Die sieben Mannschaften – darunter die U20-Junioren von Kaszink-Torpedo Ust-Kamenogorsk – wurden in zwei Gruppen zu drei und vier Mannschaften aufgeteilt. Diese spielten in einer Einfachrunde mit zwei Spielen in der Dreiergruppe A und drei Spielen in der Vierergruppe B pro Mannschaft die Plätze in der Gruppe aus. Die beiden Erstplatzierten jeder Gruppe qualifizierten sich für das Halbfinale und spielten dort über Kreuz die Finalteilnehmer aus. Der Finalsieger gewann den Titel des Kasachischen Pokalsiegers. Ebenso spielten die beiden Drittplatzierten der Gruppen den fünften Platz aus.
Für einen Sieg in der regulären Spielzeit von 60 Minuten erhielt eine Mannschaft drei Punkte, der unterlegene Gegner ging leer aus. Bei Siegen in der Overtime oder im Shootout bekam eine Mannschaft lediglich zwei Punkte, während der Verlierer immerhin noch einen Punkt erhielt.

## Wettbewerbsverlauf
An den sechs Turniertagen in Pawlodar konnte Kaszink-Torpedo Ust-Kamenogorsk den Titel des Pokalsiegers zum insgesamt vierten Mal gewinnen. Nach einer souveränen Vorrunde schaltete Kaszink im Halbfinale den Titelverteidiger HK Kasachmys Satpajew aus. Im Finale wurde schließlich Barys Astana durch einen Treffer von Sergei Alexandrow in der Verlängerung geschlagen. Astana hatte sich im Halbfinale mit 3:2 gegen Gornjak Rudny in der Verlängerung durchgesetzt.

### Vorrunde
Abkürzungen: Sp = Spiele, S = Siege, OTS = Siege nach Overtime oder Shootout, OTN = Niederlagen nach Overtime oder Shootout, N = Niederlagen, Pkt = Punkte

Erläuterungen:       = Finalrunden-Qualifikation
Gruppe A
|                                 | Sp | S | OTS | OTN | N | Tore  | Pkt |
| ------------------------------- | -- | - | --- | --- | - | ----- | --- |
| Kaszink-Torpedo Ust-Kamenogorsk | 2  | 2 | 0   | 0   | 0 | 11:04 | 6   |
| Gornjak Rudny                   | 2  | 1 | 0   | 0   | 1 | 08:08 | 3   |
| HK Saryarka Karaganda           | 2  | 0 | 0   | 0   | 2 | 03:10 | 0   |

Gruppe B
|                                     | Sp | S | OTS | OTN | N | Tore  | Pkt |
| ----------------------------------- | -- | - | --- | --- | - | ----- | --- |
| Barys Astana                        | 3  | 2 | 1   | 0   | 0 | 13:04 | 8   |
| HK Kasachmys Satpajew               | 3  | 2 | 0   | 1   | 0 | 19:09 | 7   |
| HK Irtysch Pawlodar                 | 3  | 1 | 0   | 0   | 2 | 06:12 | 3   |
| Kaszink-Torpedo Ust-Kamenogorsk U20 | 3  | 0 | 0   | 0   | 3 | 10:23 | 0   |

### Finalrunde
|  | Halbfinale                  | Halbfinale   |                       |   | Finale | Finale |
|  |                             |              |                       |   |        |        |
|  | Kasz.-Torp. Ust-Kamenogorsk | 5            |                       |   |        |        |
|  | HK Kasachmys Satpajew       | 2            |                       |   |        |        |
|  |                             |              |                       |   |        |        |
|  |                             |              |                       |   |        |        |
|  | Kasz.-Torp. Ust-Kamenogorsk | 2            |                       |   |        |        |
|  |                             | Barys Astana | 1                     |   |        |        |
|  |                             |              |                       |   |        |        |
|  | Spiel um Platz 3            |              |                       |   |        |        |
|  |                             |              | HK Kasachmys Satpajew | 7 |        |        |
|  | Barys Astana                | 3            | Gornjak Rudny         | 6 |        |        |
|  | Gornjak Rudny               | 2            |                       |   |        |        |

Spiel um Platz 5
|  | HK Saryarka Karaganda | 8:1 | HK Irtysch Pawlodar |  |

## Auszeichnungen
| Auszeichnung       | Spieler                        | Team                                                                |
| ------------------ | ------------------------------ | ------------------------------------------------------------------- |
| Bester Torhüter    | Iwan Basylejew                 | Kaszink-Torpedo Ust-Kamenogorsk                                     |
| Bester Verteidiger | Ildar Jubin                    | Barys Astana                                                        |
| Bester Stürmer     | Lew Krutochwostow              | HK Kasachmys Satpajew                                               |
| Topscorer          | Jewgeni Rymarew                | Kaszink-Torpedo Ust-Kamenogorsk Kaszink-Torpedo Ust-Kamenogorsk U20 |
| Topscorer          | 8 Punkte (5 Tore + 3 Vorlagen) |                                                                     |